# Intel Quark

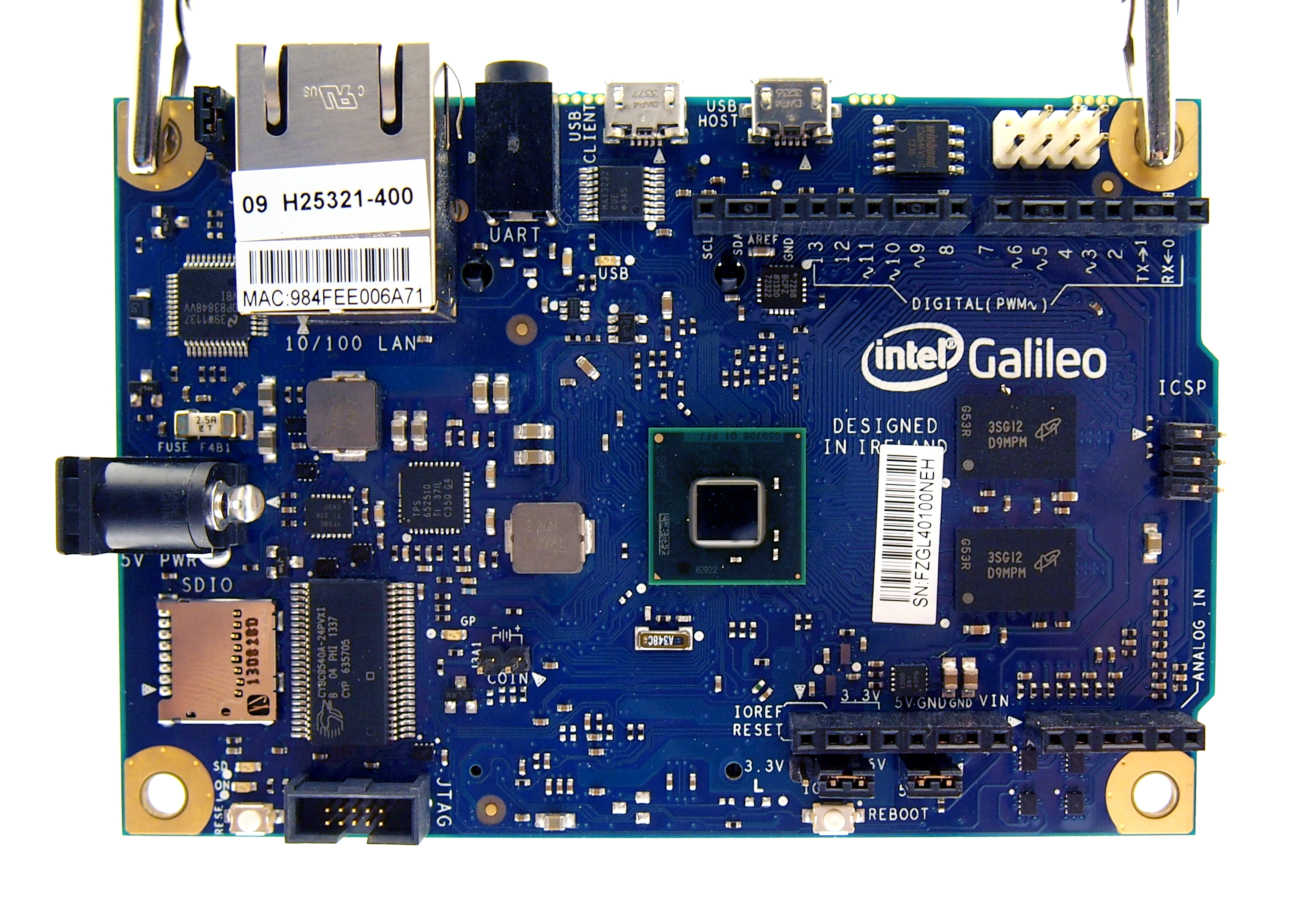
Intel Galileo-Board mit Quark-Prozessor

Intel Quark ist eine 32-Bit-x86-System-on-a-Chip-Familie von Intel, die 2013 auf der Entwicklerkonferenz Intel Developer Forum (IDF) in San Francisco vorgestellt wurde, welche Embedded- und Energiespar-Anwendungen wie Wearable Computing (In Kleidung und Textilien integrierte elektronische Schaltungen) adressieren soll. Die Chips sind noch kleiner und energiesparender als die Atom-Prozessoren und sind Bestandteil des Intel-Galileo-Entwicklungs-Boards.
Das erste Produkt der Quark-Familie ist das Single-Core-X1000-SoC, das in Intels 32-nm-Prozess gefertigt und mit bis zu 400 MHz getaktet wird. Es enthält weiterhin 512 kB embedded-SRAM und einen DDR3-Speichercontroller. An Peripherieelementen sind PCI Express, SPI, I²C, Fast Ethernet, USB 2.0, SDIO und GPIOs implementiert.

## Mikroarchitektur
Die CPU des Quark-SoCs wurde auf Basis des 1989 von Intel vorgestellten 80486-Prozessors entworfen, dessen fünfstufige Pipeline übernommen wurde. Der Befehlssatz entspricht dem des klassischen P54C-Pentium-Prozessors, d. h. ohne MMX-, SSE- und 64-Bit-Erweiterungen. Die CPU enthält jedoch einige Erweiterungen, die Intel dem ursprünglichen Pentium-Design (P54C) hinzugefügt hat, wie z. B. den CPUID-Befehl und den System Management Mode (SMM). Anders als beim Standard-Cache des 80486 weist Quark separate je 16 kiB große Caches für Befehle und Daten auf. Die CPU hat keine Sprungvorhersage. Eine optionale x87-kompatible Gleitkommaeinheit unterstützt die im IEEE-Standard 754 festgelegten 32-, 64- und 80-Bit-Formate und ist binärkompatibel zum Koprozessor Intel 80387.

## Energiesparmodi und Rechenleistung
Intel Quark implementiert mit C0, C1 und C2 eine Teilmenge der vom Atom-Prozessor bekannten C-Energiesparmodi. Hinsichtlich der Leistungsaufnahme gibt es von Intel keine offiziellen Angaben, die des CPU-Cores vom X1000 wird bei 400 MHz auf 0,07 bis 0,09 W und die des gesamten SoCs auf 1 W geschätzt. Die Rechenleistung der Quark-CPU wird auf 2,3 Coremark/MHz geschätzt, ein ähnlicher Wert, den der Cortex-A12 von ARM liefert. Beim veralteten Dhrystone-Benchmark werden 1,2 DMIPS/MHz erzielt, deutlich mehr als der 80486-Prozessor des Jahres 1989, der auf 0,8 DMIPS/MHz kam.